# كيث داي
كيث داي (بالإنجليزية: Keith Day)‏ (29 نوفمبر 1962 في المملكة المتحدة - ) هو لاعب كرة قدم بريطاني في مركز الدفاع. لعب مع كولتشستر يونايتد ونادي فارنبوروه ونادي ليتون أورينت ونادي أفيلي وSittingbourne F.C. ‏ وغرايز أتلاتيك ‏.